# 姚侠
姚侠（1926年11月—2016年3月14日），江苏省邳州市人，中国人民解放军軍事将领。
1943年3月加入中国共产党。曾任商丘、信阳、许昌军分区副政治委员，河南省军区政治部副主任、主任等职，1983年5月至1985年8月，任河南省军区政治委员。1987年3月离职休养。2016年3月14日在解放军153医院逝世，享年90岁。